# Herbert W. Jardner
Herbert Wilhelm Jardner (* 25. Mai 1951 in Eschweiler) ist ein deutscher Ethnologe und Austronesist. Er war von 1993 bis 1995 Doktorand und wissenschaftlicher Mitarbeiter am Seminar für Indonesische Sprachen und Kulturen der Universität Hamburg. Seit 1995 arbeitet er freiberuflich und veröffentlicht seine Forschungsergebnisse zur Bewahrung und Dokumentation der Kultur der Atoin Meto in Westtimor online in verschiedenen Weblogs.

## Leben
Jardner studierte Ethnologie, Malaiologie und Ur- und Frühgeschichte an der Universität zu Köln, wo er 1988 mit einem Magister der philosophischen Fakultät abschloss. Von 1989 bis 1992 hielt er sich in Westtimor, Indonesien, für eine Feldforschung über die „Textile Tradition der Atoin Meto“ und die „Mündliche Dichtung der Atoin Meto“ im Verwaltungsbezirk Amanuban im Kabupaten Südzentraltimor (Timor Tengah Selatan) auf. Zwischen 1992 und 1995 war er als wissenschaftlicher Angestellter im Seminar für indonesische und Südseesprachen im Fachbereich Orientalistik der Universität Hamburg tätig. 1999 promovierte er mit seiner Forschung über die Kultur der Atoin Meto bei Rainer Carle (Austronesistik) und Peter Pink (indonesische Philologie) an der Universität Hamburg in Austronesistik.

## Ethnologie
Jardner veröffentlichte Beiträge zur Kulturanthropologie in den Bereichen Ethnologe, Literatur und humanistische Astrologie. Er arbeitet seit längerer Zeit an der kontinuierlichen Veröffentlichung der künstlerischen Ausdrucksweisen der Kultur der Atoin Meto als wichtigste Systeme für die Darstellung ihrer Weltanschauung: die Komposition mündlicher Poesie in Form einer Stegreifdichtung in öffentlichen rituellen Situationen sowie der non-verbalen Symbolik der textilen Motivik ihrer prächtig verzierten Tracht.
Seine Forschungen zur Kultur der Atoin Meto in Kuan Fatu, Amanuban, liegen teilweise in Buchform oder als Buchbeiträge, größtenteils aber im Rahmen der Online-Publikation Atoin Meto Reloaded, Amanuban Mon Amour sowie Seine Rede ist nicht irgendeine vor.
Seit 2000 publizierte er seine Forschungsergebnisse nur noch online in dem Meta-Blog Vingilot, der inzwischen aus mehreren unabhängigen Weblogs besteht.

## Astrologie
Von 1997 bis 1999 beschäftige er sich mit den Grundlagen der psychologischen Astrologie und erwarb sich Fähigkeiten in der astrologischen Horoskopdeutung. Er wendete die Astrologie als ein psychologisch-diagnostisches Instrument zur Biographiearbeit und Selbstanalyse an. Aus dieser Zeit stammen mehrere Essays zu den mythologischen Grundlagen der Astrologie, die praktizierenden Astrologen einen Einblick in die Herkunft der astrologischen Symbolik und Deutungspraxis geben sollen.

## Werke
Bücher
- Herbert W. Jardner: Eingefangene Fäden. Textile Verzierungsechniken in West-Timor, Indonesien, Austronesia. Hrsg.: Rainer Carle und Peter Pink. Band 1. Abera Verlag, Hamburg 1995, ISBN 3-931567-00-1.
- Herbert W. Jardner: Die Kuan-Fatu-Chronik. Form und Kontext der mündlichen Dichtung der Atoin Meto (Amanuban, Westtimor). Dietrich Reimer Verlag, Berlin 1999, ISBN 3-496-02674-X.
- Herbert W. Jardner: Initiation und Individuation in postmodernen Fantasy-Romanen. Gesellschaftliche Aspekte und postmoderne Lebenswelten in "Niemandsland" von Neil Gaiman. Grin Verlag, 2017, ISBN 3-668-59450-3.
- Herbert W. Jardner: Mál er pylja. Rituelle Rede in altnordischer Dichtung. Grin Verlag, 2017, ISBN 3-668-56023-4.
- Herbert W. Jardner: Die Psychologie in der Mythologie der Antike. Odysseus, Kassandra und der Heilige Geist. Grin Verlag, 2017, ISBN 3-668-57754-4.

Buchbeiträge
- Seine Rede ist nicht irgendeine, seine Worte sind nicht irgendwelche. Die mündliche Dichtung der Atoin Meto in West-Timor. In: A. Bormann, A. Graf, A. Meyer, M. Voss: Südostasien und Wir. Grundsatzdiskussionen und Fachbeiträge, Tagung des studentischen Arbeitskreises Südostasien und Ozeanien. Band 1, Hamburg 1995, S. 134–149.
- Kleidung als Wohnung des Leibes. Anmerkungen zur Ikonographie der Atoin Meto in West-Timor. In: M. Großheim (Hrsg.): Leib und Gefühl. Beiträge zur Anthropologie, Lynkeus, Studien zur Neuen Phänomenologie. Band 2, Berlin 1995, S. 169–192.
- Damit Dein Herz versteht und Dein Bauch begreift! In: Georg Berkemer, Guido Rappe (Hrsg.): Das Herz im Kulturvergleich. Lynkeus, Studien zur Neuen Phänomenologie, Band 3, Berlin, 1995, S. 83–119.
- Die Verrotzten und Verheulten – Gedanken zum Totenritual in Amanuban. In: KITA, Das Magazin der Deutsch-Indonesischen Gesellschaft. Köln 1995, S. 26–35.